# 機織り職人

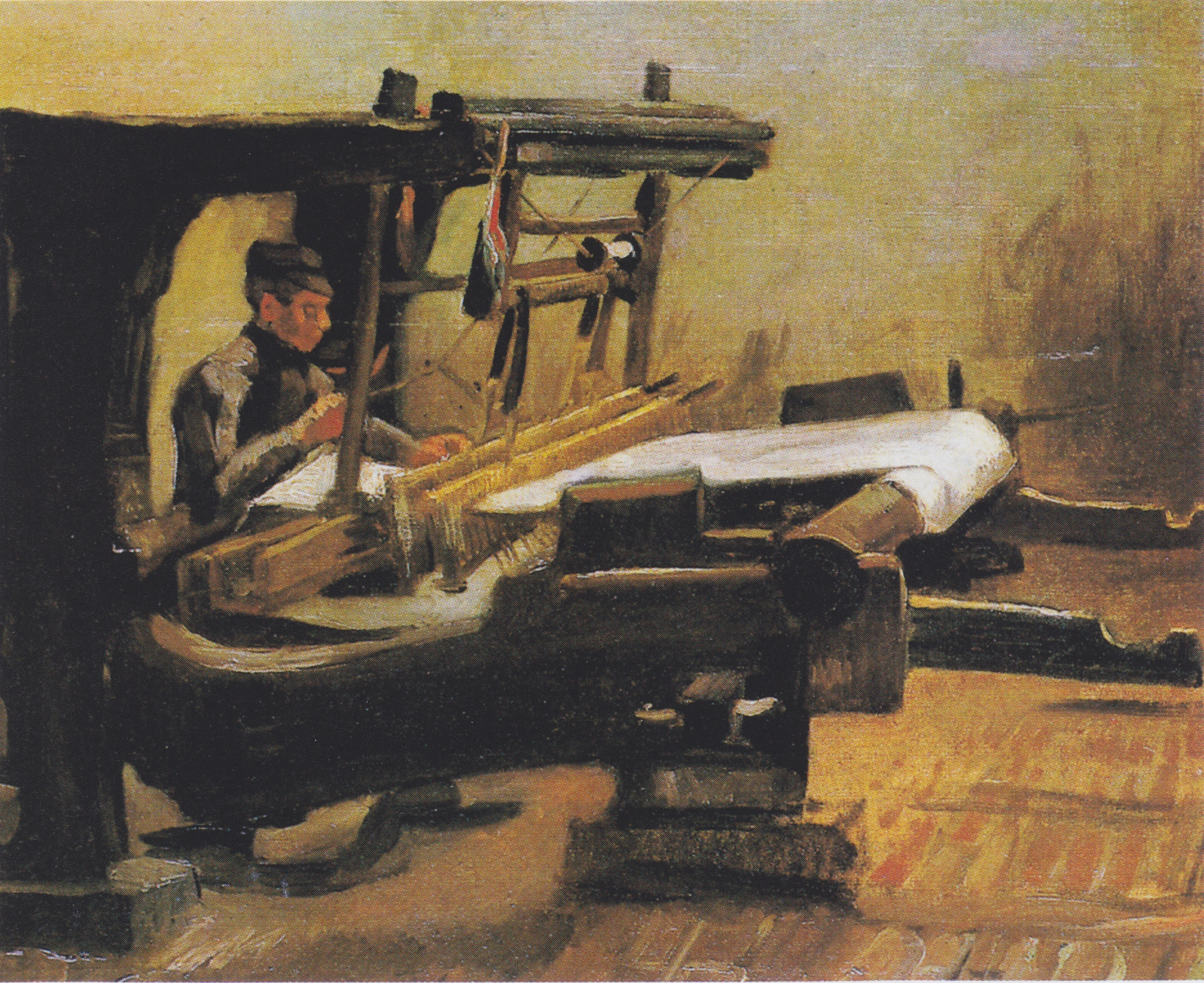
ゴッホが1884年に描いた機織り職人

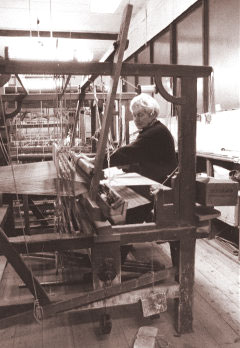
ゲルトウの博物館にある機織り職人の間、1980年撮影

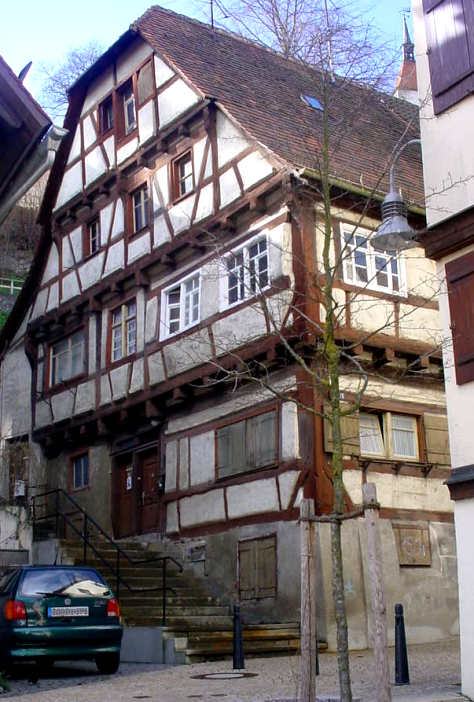
ドイツに残る典型的な機織り職人の家。地下室で機織りが行われていた。

機織り職人（はたおりしよくにん）とは糸を使って布を織る人の職業の名前。手織り職人とも言う。
ドイツ語でのこの職業の名前はウェバー (Weber) と言う。17〜18世紀頃から職業を名字にし始めた人もいるため、現在もドイツを中心としたヨーロッパや北米で人名として存在する。